# Gekko vittatus
Gekko vittatus là một loài thằn lằn trong họ Gekkonidae. Loài này được Houttuyn mô tả khoa học đầu tiên năm 1782.

## Hình ảnh

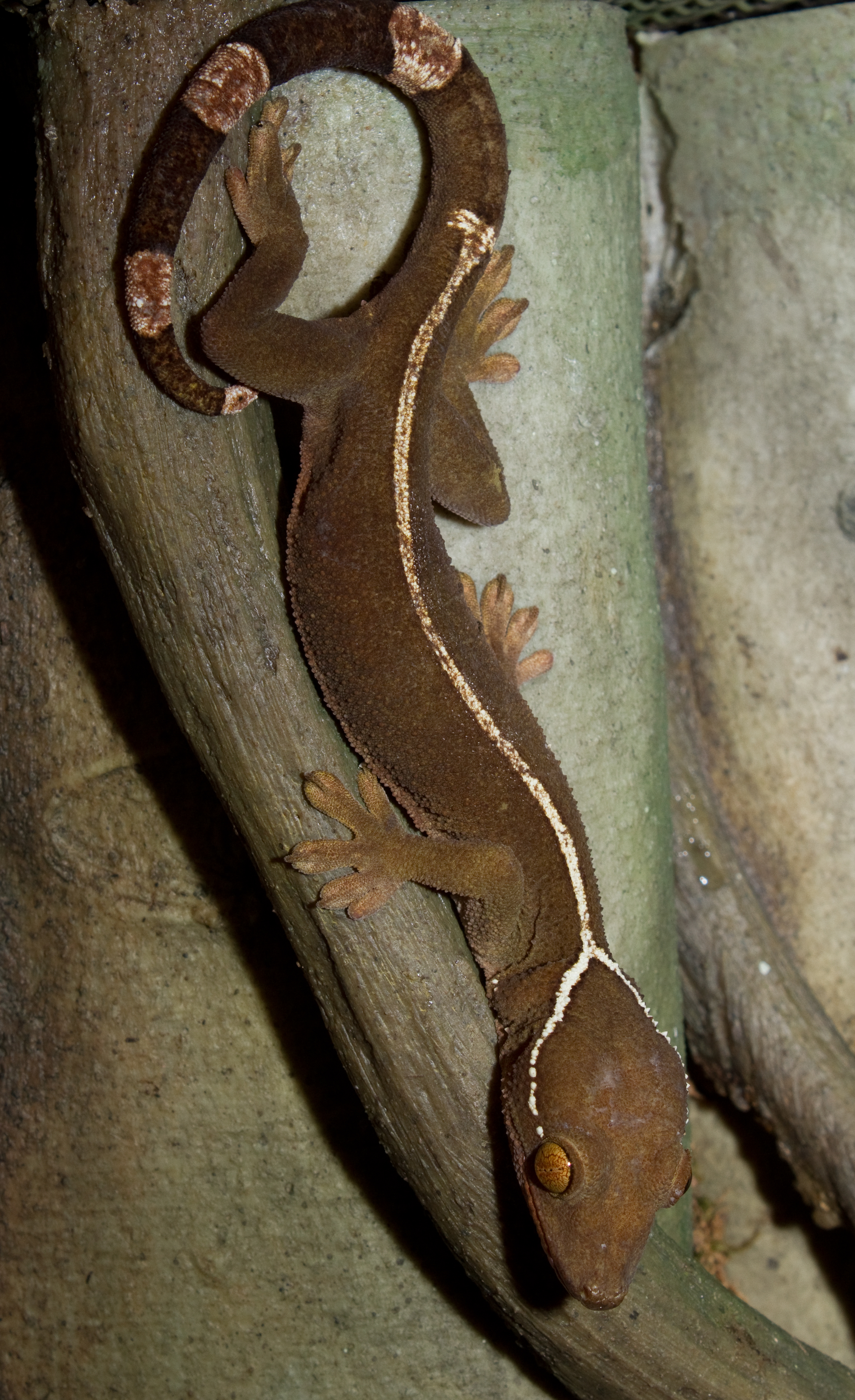
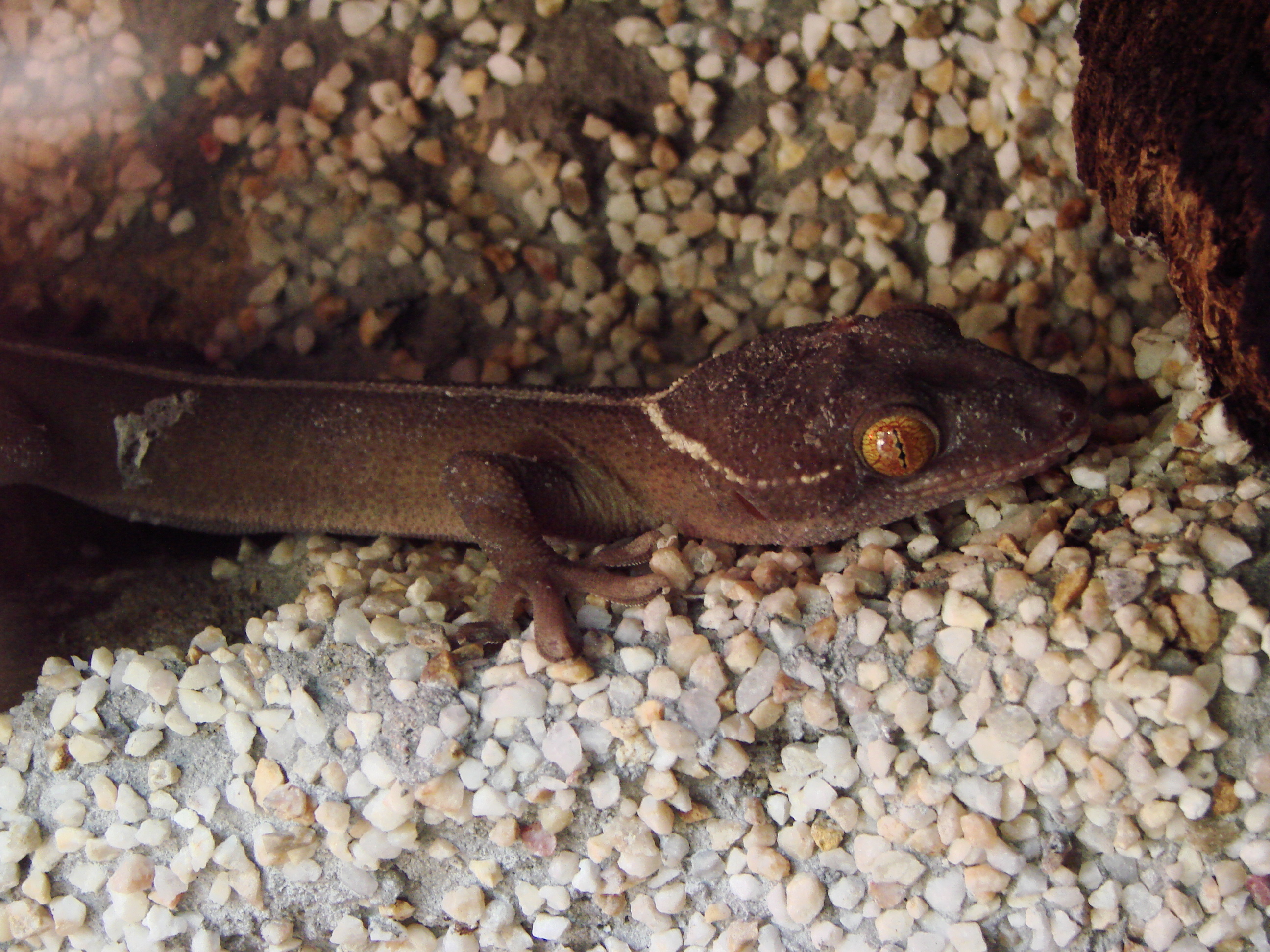